# Gravures de Goya

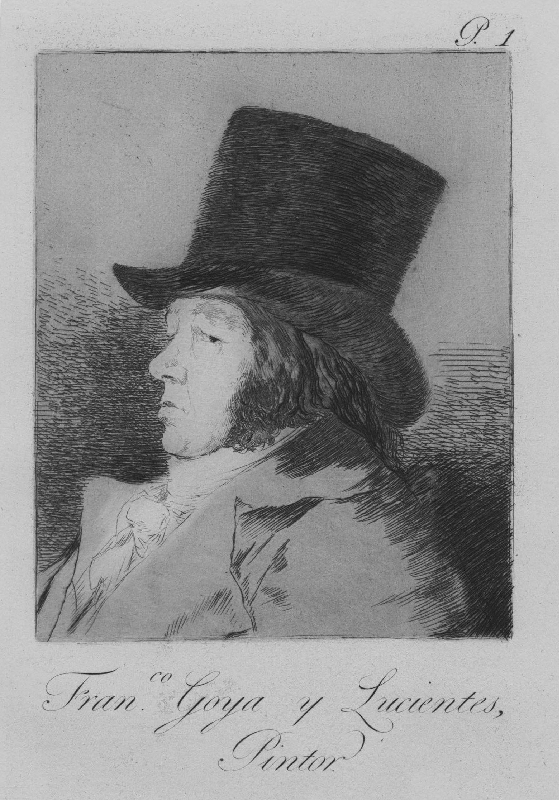
Francisco Goya y Lucientes, Pintor, autoportrait gravé de Francisco de Goya appartenant aux Caprichos (1799).

Les gravures de Goya (en espagnol : grabados de Goya) est l'expression communément utilisée pour évoquer la production de Francisco de Goya comme graveur. Caractérisée par sa grande innovation technique, stylistique et thématique, elle est considérée comme le précédent de l'expressionnisme et des avant-gardes du XXe siècle, et plus particulièrement avec les Peintures noires,,,,.
Sa production s'étend sur toute sa carrière, des estampes religieuses, dont Huida a Egipto (« Fuite en Égypte ») au début des années 1770, aux Taureaux de Bordeaux, des lithographies réalisées en 1824-1825, en passant par les Caprichos, Les Désastres de la guerre, La Tauromaquia et les Disparates, en montrant à chaque fois une grande maîtrise de toutes les techniques de gravures.

## Goya et la gravure
Goya est un peintre dont l’apprentissage progresse lentement et son œuvre de maturité est relativement tardive. Il n’est pas étonnant qu’il n’obtienne pas le premier prix au concours de peinture de troisième catégorie convoqué par l’académie royale des beaux-arts de San Fernando en 1763, pour lequel le jury vote pour Gregorio Ferro, sans mentionner Goya. Trois années plus tard, il retente sa chance, cette fois lors d’un concours de première classe pour l’obtention d’une bourse de formation à Rome, sans plus de succès.
Après ses deux échecs pour obtenir une bourse pour aller étudier les maîtres italiens in situ, Goya, avec ses propres moyens, part à Rome, Venise, Bologne et à d'autres villes italiennes où il fait l’apprentissage des œuvres de Guido Reni, Rubens, Véronèse et Raphaël, entre autres. Il existe un important document au sujet de ce voyage d’étude : un carnet de notes intitulé « Cahier italien » est notamment le premier d’une série de carnet de croquis et d’annotations conservée en majeure partie au musée du Prado. Ces albums se distinguent par une lettre de A à H qui en indiquent l’ordre chronologique. S'y trouve la majeure partie des dessins de Goya, où il s’exprime de façon très libre et rapide. Dans ce domaine cependant, le « carnet italien » est le plus conventionnel, puisqu'il s’agit d’un cahier de travail et d’exercices plus qu’un corpus d’œuvres originales.
Goya peint Hannibal vainqueur contemple pour la première fois l'Italie depuis les Alpes, qui montre combien le peintre aragonais est capable de s'émanciper des conventions des images pieuses apprises avec José Luzán et du chromatisme du baroque tardif.
Il est probable que le premier rapprochement de Goya à la gravure ait eu lieu dans l'atelier de ce dernier, même si on peut supposer que ce séjour en Italie a dû permettre à Goya de connaître le travail de Giovanni Battista Piranesi. Son studio était en effet situé sur la voie romaine « Felice » (désormais « Sistina »), près de la piazza di Spagna, un endroit très fréquenté par les artistes espagnols qui étudient à Rome. Goya y était par ailleurs contemporain de deux autres graveurs, Domenico Cunego et Giuseppe Vasi, avec qui s'était formé Piranesi.
Goya aurait commencé à travailler sur ses premières gravures peu après son retour en Espagne, mi-1771. Dès lors, on peut penser que ces estampes religieuses sont le point de départ de son œuvre graphique. Les raisons de ce choix thématique est inconnu, mais il est probable qu'il ait voulu se montrer disponible pour ce genre de travail vis-à-vis des convents et autres confréries qui les mettaient ensuite en vente. Comme les fresques dans des édifices religieux qu'il entreprendra peu après, ce sont des commandes assez fréquentes et un bon moyen pour s'intégrer dans la profession, comme nombre d'artistes formés à l'Académie royale des beaux-arts de San Fernando de Madrid.
La gravure est en plein essor au XIXe siècle grâce à différentes inventions techniques et à l'ample thématique des œuvres produites. C'est Goya qui synthétise toute l'importante de l'art de la gravure comme création propre et singulière pendant ce siècle. Il utilise l'aquatinte aux côtés de l'eau-forte — et même la technique dite du fumé — pour faire ressortir le dramatisme de ses compositions, ce qui pourra se voir sur les séries des Caprices, des Disparates, mais aussi sur d'autres estampes de mœurs et religieuses.
Son activité comme graveur commence officiellement en 1771 avec l'eau-forte Huida a Egipto. L'époque de Goya coïncide avec la génération la plus importante de graveurs espagnols de taille-douce.
En 1778, il réalise quelques gravures en copiant des œuvres de Diego Vélasquez, son grand modèle : Le Triomphe de Bacchus, La Reine Isabelle de France à cheval, Le Cousin, etc. Ce sont des estampes d'apprentissage qu'il vendait à la Gaceta de Madrid. Il réalise également d'autres œuvres hors série en 1778-1780, dont il faut mentionner l'impact de l'image et le clair-obscur motivé par le tranchant El Agarrotado (« Le garroté »).
En 1799, le journal madrilène Diario de Madrid annonce la vente le 6 février 1799 de la série des Caprichos, ce qui inaugurera la gravure romantique et contemporaine de caractère satirique.
Il s'agit de la première réalisation d'une série d'estampes de caricatures espagnole, à la manière de ce qui se faisait en Angleterre et en France, mais avec une grande qualité dans l'utilisation des techniques de l'eau-forte et de l'aquatinte — avec des touches de burin, de brunissoir et de pointe sèche — et une thématique originale et innovatrice : les Caprichos ne se laissent pas interpréter d'une seule façon, contrairement à l'estampe satirique conventionnelle.
Pendant la guerre d'indépendance espagnole, il crée sa seconde série de gravures, Les Désastres de la guerre en 1810, avec d'horribles scènes de souffrance. Goya a été cette année-là aux côtés du général Palafox et qu'il a immortalisé des moments vus en personne. Ces estampes, tirées pour la première fois en 1863 constituent une réflexion crue sur l'horreur, la cruauté et la mort. Il dépeint une réalité, mais sa façon de la montrer est unique et suit une évolution constante de sa technique ; il maîtrise de plus en plus l'eau-forte, l'aquatinte, la gouache, la pointe sèche, le busin, le brunissoir et le frottoir.
Le 28 octobre 1816, est annoncée dans Diario de Madrid la vente d'une nouvelle collection d'estampes de Goya, consacrée cette fois à l'histoire des taureaux en Espagne ainsi qu'à différentes anecdotes concernant les plus célèbres toreros : La Tauromaquia. Ces 33 planches de cuivre gravées à l'eau-forte constituent l'apogée de l'histoire universelle de la gravure et la référence principale du développement de l'estampe moderne. Le thème utilisé est très commun à cette époque et permet à Goya de se rapprocher à nouveau des thèmes populaires.
Enfin, les Disparates, apparus pour la première fois en 1864 dans une publication de l'Académie royale sous le titre de Los Proverbios, sont réalisés à l'eau-forte et aquatinte et sont les plus difficiles à interpréter.
Ses séries Los Caprichos, Desastres de la guerra, La Tauromaquia et Disparates représentent le tournant entre la gravure traditionnelle classique et la conception moderne, plus originale et créative. Ses estampes sont en plus l'étalage de la maîtrise de la technique de la gravure, chargée d'innovations qui laissent voir en eux sa conception de la figure de l'artiste, qui doit s'exprimer en totale liberté pour laisser libre cours à l'imagination.
Après avoir réalisé l'une de ses séries les plus célèbres, La Tauromaquia, le peintre aragonais reprend ce thème à Bordeaux, où il s'est installé en réalisant des lithographies, une nouveauté technique, appelée Les Taureaux de Bordeaux. D'un âge déjà avancé, Goya étudie cette nouvelle technique et montre sa capacité d'apprentissage et de recherche du potentiel de chaque technique pour exprimer sa créativité. Les premières lithographies de Goya prolongent son activité comme dessinateur et témoignent de sa modernité.
Ignorée par ses contemporains, les gravures de Goya constituent, selon les spécialistes contemporains l'apogée de cette technique en Espagne, voire en dehors. La comparaison avec les autres graveurs de son époque mettent en exergue les aspects rénovateurs de son art et de l'exploitation de toutes les techniques de gravure pour les utiliser comme moyen d'expression au service de sa liberté créative.

## Les cahiers préparatoires
Pour préparer ses peintures et gravures, Goya a utilisé de nombreux cahiers ou albums, qui sont des véhicules pour ses notes, des brouillons, des croquis... Mais la plupart de ce matériel est en fait une œuvre privée et personnelle qui a une valeur propre. Il a commencé avec le « cahier italien », commencé au début des années 1770, et a produit divers albums, catalogués de la lettre « A » à la « H ».
La plupart des pages ont été arrachées pour être vendues une à une, mais une majorité a pu être réunie au musée du Prado.
Le Cuaderno italiano (« Cahier italien ») est un cahier de dessins originaux et de textes autographes commencé lors de son voyage en Italie en 1770. Il est composé de 83 feuilles de papier vergé blanc et a été fabriqué dans la localité de Fabriano. L'artiste l'a acheté en vue de sa traversée du pays. Il réunit des œuvres de création, des études de dessin, des représentations de monuments architecturaux et des copies d'œuvres picturales qu'il a contemplées lors de son séjour en Italie, ce qui a été un moment clé de son apprentissage.
L’Álbum A (« Album A » ou Cuaderno pequeño de Sanlúcar — « Petit cahier de Sanlúcar » — ou encore Álbum de Sanlúcar) est une collection de dessins réalisés entre Sanlúcar de Barrameda et Doñada lors de l'été 1796. Goya y était invité par la duchesse d'Alba, devenue veuve de José Álvarez de Toledo y Gonzaga (es), duc d'Alba, récemment. Dans les pages de ce cahier apparaissent la duchesse et ses dames de compagnies, représentées dans l'intimité, allongées, se lavant ou se promenant, toujours dans des attitudes sensuelles qui présagent certaines des œuvres postérieures, en particulier dans l’Album B et dans les Caprichos. Il est possible que les dessins de jeunes femmes allongées sur le lit ont pu servir de préparation à La Maja nue, qui a été réalisée ces années-là.
L’Álbum B (« Album B » ou Álbum de Sanlúcar-Madrid ou encore Álbum de Madrid) est une collection de dessins réalisée dans le même contexte que l’Album A. Une centaine de dessins de l’Album B sont connus et les pages de l'album sont numérotées et possèdent, pour la première fois, des légendes aux scènes représentées. Cinq de ces feuilles sont conservées au Musée du Prado. Aussi bien les estampes des Caprichos que la majeure partie des dessins de l’Album B sont avant tout une satire que Goya conçoit comme un moyen de combattre les vices de l'homme et les absurdités de son comportement.
L’Álbum C (« Album C » ou Álbum de la Inquisición) est une collection de dessins réalisés entre 1808 et 1824 à Madrid, entre la guerre d'indépendance espagnole (1808-1814) et l’avènement du triennat libéral (1820-1823) qui suit la fin de la répression absolutiste de Ferdinand VII d'Espagne. Cet album est le plus important en termes de volume et de contenu, mais aussi pour la façon très personnelle avec laquelle il aborde les sujets. Il s'agit d'une authentique chronique sur tout ce qui se passe dans sa vie et dans le monde qui l'entoure ; ainsi on a des récits détaillés sur ses cauchemars, la prison, les condamnations à mort, les mendiants, les victimes de l'Inquisition, des satires vis-à-vis des ordres monacaux et ses vues sur la liberté et la justice. On y découvre des idées sur plusieurs sujets, comme son pessimisme vis-à-vis de l'absolutisme de Ferdinand VII, sa confiance et ses espoirs libéraux et le Triennat libéral, à la suite de la proclamation de la Constitution de 1812 et au rejet de l'Inquisition,.
L’Álbum D (« Album D » ou Álbum inacabado — « Album inachevé »), est une collection de dessins réalisés à Madrid à une date indéterminée, mais située selon les spécialistes entre 1801 et 1803 pour Gassier ou entre 1819-1823 pour Juliet Wilson-Bareau. Les dessins traitent de thèmes burlesques et grotesques, et peuvent être des visions de rêves ou de cauchemars de Goya. Il représente par exemple un ou deux personnages très dynamiques de sorcières en train de voler, des entremetteuses, des fous, des moines, etc. Il s'agit pour beaucoup d'esquisses préparant les Disparates,.
L’Álbum E (« Album E » ou Álbum de bordes negros — « Album aux bords noirs »), réalisé entre 1783 et 1812, pourraient avoir été destinées à une série d'estampes, pour sa minutie et sa régularité dans le format et dans l'unité thématique présidée par la sagesse.
L’Álbum F (« Album F »), réalisé entre 1812 et 1823, présente des thèmes très variés, des compositions complexes, des masses de personnages, des intérieurs avec un délicat traitement de la lumière, qui commencent à donner de l'importance aux dessins de Goya.
Les Álbum G y H (« Albums G et H »), réalisé entre 1824 et 1828 à Bordeaux, reflètent le regard costumbriste posé sur ce nouveau pays. Apparaît un guillotiné mais aussi des thèmes concernant le passé espagnol, comme le mutilé de bras et de jambes et pendu enveloppé dans un drap avec pour épigraphe « Il s'est réveillé ainsi, mutilé, à Saragosse, au début de l'année 1770 ». Beaucoup de personnage volent : des hommes âgés, de jolies filles, des clercs, et dans l'un des dessins, on voit un alter-ego du vieux peintre, qui s'appuie sur un bâton, marche avec difficulté et dont l'épigraphe est « J'apprends encore ».

## Gravures religieuses
Dans la première gravure connue de Goya, Huida a Egipto (« Fuite en Égypte »), on note l'influence classiciste de Carlo Maratta, qui aborde vers 1652 le thème de la fuite en Égypte dans l'église Saint-Isidore de Rome : la scène est conçue différemment, mais les personnages et le traitement des vêtements sont similaires. Par ailleurs, Wilson-Bareau note les analogies entre le classicisme des personnages des peintures de Goya dans la chartreuse d'Aula Dei et ceux de cette gravure.

## Copies de Velázquez
Toujours très influencé par l'œuvre de Diego Vélasquez, il profite de l'autorisation qui lui est faite de graver à l'eau-forte quelques-unes de ses peintures pour analyser en détail la technique du maître.
En 1778, Goya met en vente plusieurs gravures copiées des tableaux de Velázquez par le biais de la Gaceta de Madrid. Le thème choisi, des portraits équestres mettant en scène notamment Philippe III, Philippe IV et Isabelle de Bourbon semble volontairement choisi pour s'attirer la confiance de la Cour, montrant ses qualités de portraitiste, afin d'obtenir l'objet de son ambition, toute la première partie de sa carrière : le poste de Peintre de la Chambre du Roi, qu'il obtiendra en 1789.
Les 11 eaux-fortes de 1778 sont d'excellente facture, et les deux œuvres tardives de la série, Retrato del infante Fernando de Austria et El bufón Barbarroja, réalisées entre 1779 et 1782 mélangeant l'eau-forte et l'aquatinte, préfigurent déjà la complexité technique qu'emploiera Goya avec Los Caprichos.

## Los Caprichos
Los Caprichos (Les Caprices) est une série de 80 gravures consistant en une satire de la société espagnole de la fin du XVIIIe siècle, en particulier de la noblesse et du clergé.
Dans la première moitié se trouvent les gravures les plus réalistes et satiriques, où Goya critique le comportement de ses congénères en se fondant sur la raison. Dans la seconde moitié, il abandonne la rationalité pour l'absurde ; ses gravures fantastiques montrent des visions délirantes d'êtres étranges.
Il emploie une technique mixte d'eaux-fortes, d'aquatinte et de pointe sèche. Il déforme exagérément les physionomies et les corps des sujets représentant les vices et la stupidité humaines, leur donnant un aspect bestial.
Goya, proche des Lumières, partageait leurs réflexions sur les défauts de la société de son époque. Il s'opposait ainsi au fanatisme religieux, aux superstitions, à l'Inquisition, à certains ordres religieux, et aspirait à des lois plus justes et à un nouveau système d'éducation. Ses gravures sont marquées par une critique humoristique et sans pitié de ces failles. Conscient du risque qu'il encourait et pour se protéger, il donna à certaines gravures des titres imprécis, en particulier pour celles critiquant l'aristocratie ou le clergé, ou ordonna d'autres de manière illogique. Quoi qu'il en soit, ses contemporains comprirent que les gravures, y compris les plus ambiguës, étaient une satire directe de sa société et également de personnages concrets, même si l'artiste a toujours nié ce dernier aspect.
Les Caprichos ont été édités en 1799, mais quand Manuel Godoy perdit le pouvoir, le peintre empêcha l'édition précipitamment, de peur de l'Inquisition. Ils furent ainsi mis en vente 14 jours seulement. En 1803, pour sauver son œuvre, il décida d'offrir les planches et les 240 exemplaires disponibles au roi, en échange d'une pension pour son fils Javier.
Vingt impressions ont été réalisées à partir des plaques. La première réimpression a eu lieu entre 1821 et 1836 et la dernière en 1937.
Les Caprichos ont influencé plusieurs générations d'artistes et de mouvements aussi divers que le romantisme français, l'impressionnisme, l'expressionnisme ou encore le surréalisme.
Dugald Sutherland MacColl et André Malraux ont considéré Goya comme l'un des précurseurs de l'art moderne, du fait des innovations et ruptures des Caprices.

## Les Désastres de la guerre
Los Désastres de la Guerra (« Les Désastres de la guerre ») est une série de 82 gravures réalisées entre 1810 et 1815.
Bien qu'il n'ait pas fait connaître son intention dans ces créations, les historiens de l'art les considèrent comme une protestation visuelle contre la violence du soulèvement du Dos de Mayo, la guerre d'indépendance espagnole (1808–1814) qui suivit et les revers suivants la Restauration en 1814.
Les dessins préparatoires, qui étaient restés avec les planches à la Quinta del Sordo, après le départ de Goya pour Bordeaux en 1824, sont conservés en leur totalité au Musée du Prado depuis 1886, provenant de la collection de Valentín Carderera qui les avait achetés entre 1854 et 1861 à Mariano Goya, petit-fils du peintre. Sauf quelques exceptions, ils sont réalisés à la sanguine, ce crayon caractéristique de couleur rouge employé par Goya dans les dessins préparatoires de beaucoup de ses Caprices et qu'il utilisera également peu de temps après dans les dessins préparatoires de la Tauromachie (1816). Réalisés sur une grande variété de papiers, preuve de la rareté durant les années de la guerre, les dessins sont très proches de la composition définitive. Il y aura à peine quelques corrections au moment de leur transposition sur le cuivre. Cependant il est possible de dénoter une tendance à opter pour une plus grande expressivité des visages, beaucoup plus dramatiques dans les estampes, ainsi qu'à supprimer dans ces dernières les références spatiales et les personnages secondaires, qui auraient pu disperser l'attention des spectateurs.
Les gravures sont également restées à la Quinta del Sordo après le départ de Goya pour Bordeaux. À sa mort, elles sont devenues la propriété de son fils Javier, qui les a conservées dans des caisses jusqu'à son décès en 1854. Après diverses vicissitudes, la Real Academia de San Fernando a adquis en 1862 quatre-vingt cuivres, qu'elle a édités pour la première fois en 1863 sous le titre de « Los desastres de la guerra ». En 1870, elle a acquis les deux dernières gravures, qui aujourd'hui, ainsi que les quatre-vingt déjà citées, sont conservées à la Calcografía Nacional de Madrid.
Bien que Goya ne les ait pas éditées de son vivant, nous possédons un exemplaire complet relié : celui qu'il a offert à son ami Juan Agustín Ceán Bermúdez et qui est aujourd'hui conservé au British Museum. Sur la première page manuscrite apparaît un titre éloquent sur les intentions de Goya : « Fatales consequencias de la sangrienta guerra en España con Buonaparte. Y otros caprichos enfáticos, en 82 estampas. Inventadas, dibuxadas y grabadas, por el pintor original D. Francisco de Goya y Lucientes. En Madrid » (« Fatales conséquences de la sanglante guerre menée en Espagne contre Buonaparte. Et autres caprices emphatiques, en 82 estampes. Inventées, dessinées et gravées, par l'auteur et peintre D. Francisco de Goya y Lucientes. À Madrid »).

## La Tauromaquia
La Tauromaquia est une série de trente-trois gravures exécutées entre 1815 et 1816, qui retracent toutes les étapes des courses de taureaux (corrida). Cette œuvre fait suite au manuel publié par le torero Pepe Hillo en 1796, qui résumait l'évolution de l'art de toréer en Espagne. Un projet que Goya avait lui-même en tête depuis 1777, mais qu'il ne mit en œuvre que très lentement.
Commencée en Espagne, peut-être à l'époque la plus turbulente et la moins connue de la vie de l'artiste, poursuivie au moment de l'invasion de l'Espagne par l'armée française, elle sera terminée en France où Goya, lassé par la guerre civile, les invasions, et les changements de régime, quitte son pays à l'âge de 78 ans pour se réfugier en France à Bordeaux.

## Disparates
Les Disparates (« Folies ») ou Proverbios (« Proverbes ») sont une série de gravures réalisées par Francisco de Goya entre 1815 et 1823. Elle comprend 22 gravures — bien qu'on ne sait pas si la série est complète — réalisées avec aquatinte et eau-forte, avec des retouches à la pointe sèche et au brunisseur. Cette série d'estampes est difficile à interpréter ; en ressortent les visions oniriques, la présence de la violence et du sexe, la ridiculisation des institutions relatives à l'Ancien Régime en particulier et au pouvoir en général. Au-delà de ces connotations, les estampes offrent un monde imaginatif riche sur la nuit, le carnaval ou le grotesque qui constituent une énigme, aussi bien individuellement que dans leur ensemble.
La série des Disparates est resté inédite jusqu'en 1864, année lors de laquelle l'Académie royale des beaux-arts de San Fernando publie 18 gravures sous le titre Proverbios ; les noms donnés à chacune des gravures sont des proverbes espagnols. Elles seront en 1877 amplifiées à 22, à la suite de l'apparition de quatre planches dans la revue L'Art, qui étaient en possession d'Eugenio Lucas Velázquez. Sur la plupart des plaques, les titres sont écris à la main par Goya et commencent par le mot Disparate.

## Les Taureaux de Bordeaux
Los Toros de Burdeos (« Les Taureaux de Bordeaux ») est une série de quatre lithographies exécutées entre 1824 et 1825, alors qu'il s'était réfugié en France.
Dans ses dernières œuvres, Goya revient à la corrida, sujet qu'il avait abandonné pour Les Caprices et qu'il reprend, non pas tout de suite en arrivant à Bordeaux, mais à Paris, avec deux huiles sur toiles : Portraits des Ferrer (les Ferrer était une famille espagnole vivant à Paris) et Course de taureaux, en 1824.
Goya avait obtenu un congé le 2 mai 1824 au prétexte d'aller prendre les eaux à Plombières, où il n'alla pas. Il se rendit directement à Bordeaux, puis à Paris.
Selon l'historien d'art espagnol Enrique Lafuente Ferrari (1898–1985) : « Cette série de lithographies est une des œuvres les plus représentatives de Goya expressionniste, où la déformation et le sarcasme, la complaisance dans la représentation d'une brutalité collective, produisent une grande et étrange innovation dans l'art du maître ».

## Dernières eaux-fortes
À Bordeaux, Goya est vieux et sa vue a baissé. Il produit ainsi peu d'eaux-fortes, alors qu'il avait réalisé plusieurs dessins de préparation dans son Album H. À cela ajouter qu'il a sans doute fait face à des difficultés techniques qui l'empêchant de poursuivre cette entreprise.
Les plaques de certaines d'entre elles — et conservées au Musée des beaux-arts de Boston — sont gravées au verso : il s'agit de copies du recto actuellement attribuées à John Savile Lumley.
Lors de l'exposition Goya graveur au Petit palais de Paris, trois estampes ont été présentées :
- Le chanteur aveugle ou Guitariste parmi les démons (1825-1827, eau-forte, aquatinte, pointe sèche et burin)
- Vieux se balançant ou Sorcier se balançant parmi les démons (1825-1827, eau-forte et lavis d'aquatinte)
- Maja au fond noir ou Maja sur fond de démons (1825-1827, eau-forte et aquatinte)

## Destination des œuvres
L'Athénée de Madrid vend aux enchères en 2013 de nombreuses gravures de Goya qui avaient été trouvées en 2005 lors d'un inventaire de ses fonds bibliographiques. Il s'agit d'une deuxième édition de 80 eaux-fortes des Caprices réalisées en 1799 et d'une première édition de 80 eaux-fortes et aigue-marines des Désastres de la guerre réalisées entre 1812 et 1815.